# Зона радиомолчания
Зона радиомолчания — зона приёма ослабленного радиосигнала или область пространства, в которой приём сигнала невозможен.
Эффекты ослабления сигнала, вплоть до полного, напрямую зависят от частоты (диапазона длин волн) электромагнитной волны (ЭМВ), условий и вида излучения и приёма сигнала, видов радиотрасс и способов распространения, а также окружающих условий на радиотрассе. Для каждого случая данный набор условий является уникальным и может объяснять те или иные причины невозможного радиоприёма.
Для начала, отсутствие сигнала может быть связано с достижением предельно возможного расстояния до передатчика, и ,как следствие, ослабления ЭМВ при распространении в среде до минимальных значений напряжённости электромагнитного поля волны или мощности.
Также невозможность приёма может быть связана с особенностями излучения и распространения ЭМВ: например, попадание приёмника в ноль диаграммы направленности передающей антенны, или скачковым способом распространения с отражением от ионосферы Земли.
При распространении на расстояние прямой видимости от передатчика к приёмнику на пути ЭМВ может возникнуть естественная или искусственная преграда. В этом случае ослабление сигнала может быть связано с рассеянием или поглощением ЭМВ на таком экранирующем, поглощающем или переотражающем объекте.
Ещё одной причиной можно считать ослабление ЭМВ коротковолнового диапазона в случае интерференционного сложения нескольких лучей, в том числе отражённых от препятствий.
Эффектом, сопоставимым с ослаблением сигналов, может быть распространение волны в условиях сложной электромагнитной обстановки. Наличие преднамеренных или случайных смежных сигналов или помех, с точки зрения электромагнитной совместимости, уменьшает отношение сигнал/шум полезного радиосигнала, приём и распознавание которого в последующем может быть затруднён.

## См.также
- Замирания